# زبان اشاره آذربایجانی
زبان اشاره آذربایجانی زبان اشاره‌ای است که توسط ناشنوایان و کم شنوایان در جمهوری آذربایجان استفاده می‌شود.